# Перехрест Олександр Григорович
Перехрест Олександр Григорович (нар. 1 січня 1948 р., м. Золотоноша, Черкаська область) — український історик, доктор історичних наук (2013 р.), професор (2012 р.), професор кафедри всесвітньої історії та міжнародних відносин Черкаського національного університету ім. Б. Хмельницького.

## Освіта, службова кар'єра
У 1971 р. закінчив історичний факультет Одеського державного університету ім. І. І. Мечнікова і розпочав трудову діяльність на посаді вчителя історії Домантівської середньої школи Золотоніського району Черкаської області. З 1971 до 1975 р. навчався в аспірантурі Одеського держуніверситету, у 1976 р. захистив дисертацію на здобуття наукового ступеня кандидата історичних наук. Після строкової служби в Збройних силах СРСР від 1975 року — старший викладач, доцент Одеського держуніверситету. Від 1983 р. до 1987 р. — завідувач кафедри історії Хмельницького технологічного інституту. У 1987 р. переїхав до м. Черкаси і працював у Черкаському педінституті (з 1995 року — держуніверситеті, 2003 року — національному університеті) на посадах доцента, завідувача кафедрами історії, всесвітньої історії, декана, професора. Загальний стаж керівництва кафедрами у ВНЗ понад 32 роки. Ініціював підготовку в Черкаському педігогічному інституті (університеті) фахівців за спеціальністю «Історія» (1989 р.), виконав основний обсяг роботи з організації історичного відділення та історичного факультету, підготовки фахівців за спеціальністю «Правознавство». Завідував історичним відділенням (1993—1994 рр.), був деканом історичного, історико-юридичного, історико-юридично-філософського факультетів (1994—2005 рр.). З 2012 року — професор кафедри всесвітньої історії та міжнародних відносин.

## Наукова діяльність
Об'єктами наукових зацікавлень професора О. Г. Перехреста є проблеми новітньої історії України, історії Другої світової війни та спеціальних історичних дисциплін. Автор понад 150 наукових та навчально-методичних праць, у тому числі двох індивідуальних монографій, член авторських колективів та автор підрозділів трьох фундаментальних видань Інституту історії України НАН України, посібника для студентів історичних факультетів ВНЗ «Історична хронологія» (гриф МОН України). Є фундатором і керівником наукової школи з проблем історії України періоду Другої світової війни. Організатор та співорганізатор понад 30 міжнародних, всеукраїнських та обласних наукових конференцій, симпозіумів та історичних читань. Укладач, упорядник, редактор десятків наукових досліджень та навчально-методичних праць, член редколегій: наукового журналу «Вісник Черкаського університету. Серія Історичні науки» та відповідальний редактор серії «Всесвітня історія» цього видання, збірників наукових праць «Український селянин», «Гуржіївські історичні читання». Член спеціалізованої вченої ради із захисту докторських і кандидатських дисертацій у Черкаському національному університеті. Рецензував та опонував десятки кандидатських та докторських дисертацій. Підготував 3-х кандидатів історичних наук.

## Нагороди
1. Знак «Відмінник освіти України» (1999 р.)
2. Почесна грамота Черкаської обласної державної адміністрації (2002 р.)
3. Почесна грамота Черкаської обласної ради (2003 р.)
4. Грамота Верховної Ради України за заслуги перед Українським народом (2004 р.)
5. Почесна грамота Черкаського національного університету ім. Б. Хмельницького (2007 р.)
6. Почесна грамота Міністерства освіти і науки України (2008 р.)
7. Ювілейна медаль з нагоди 90-річчя заснування Черкаського національного університету ім. Б. Хмельницького (2011 р.)
8. Почесна грамота Черкаської обласної ради (2015 р.)

## Основні праці

### Монографії та посібники
1. Історична хронологія: навч. посібник для студентів історичних факультетів / О. Г. Перехрест. — Черкаси: Відлуння, 1999. — 144 с.
2. Історична хронологія: навч. посібник для студентів історичних факультетів : 2-ге вид. / О. Г. Перехрест. — Черкаси: ЦНТЕІ, 2004. — 144 с.
3. Українське село в роки Другої світової війни. / О. Є. Лисенко, О. Г. Перехрест // Історія Українського селянства: нариси в 2-х т.: [наукове видання] / НАН України, Інститут історії України. — Київ: Наук. думка, 2006. — Т.2. — С. 267—330; 342—349.
4. Сільське господарство України в роки Великої Вітчизняної війни (1941—1945 рр.): [наукове видання] / О. Г. Перехрест; НАН України, Ін-т історії України. — Київ: Ін-т історії України, 2010. — 150 с.
5. Відродження аграрного сектора економіки у 1943—1945 рр. / О. Є. Лисенко, О. Г. Перехрест // Економічна історія України: історико-економічне дослідження: в 2 т. : [кол. монографія] / НАН України. Ін-т історії України. — Київ: Ніка-центр, 2011 — Т. 2. — С. 348—353.
6. Сільське господарство України в період нацистської окупації / О. Г. Перехрест ; НАН України, Ін-т історії України // Україна в Другій світовій війні: погляд з XXI ст. : істор. нариси: у 2 кн. — Київ: Наук. думка, 2011. — Кн. 1. — С. 475—512.
7. Функціонування аграрного сектора в умовах першого періоду війни (червень 1941 р. — червень 1942 р.) / О. Г. Перехрест // Україна в Другій світовій війні: погляд з XXI ст. : істор. нариси: у 2 кн. — Київ: Наук. думка, 2011. — Кн. 2. — С. 551—562.
8. Відбудовні процеси у сільськогосподарській галузі у 1943—1945 рр. / О. Г. Перехрест // О. Г. Перехрест // Україна в Другій світовій війні: погляд з XXI ст. : істор. нариси: у 2 кн. — Київ: Наук. думка, 2011. — Кн. 2. — С. 563—615.
9. Демографічні втрати України в роки Другої світової війни / О. Г. Перехрест, О. Є Лисенко, А. П. Іржавська, І. В. Перехрест // Україна в Другій світовій війні: погляд з XXI ст. : істор. нариси: у 2 кн. — Київ: Наук. думка, 2011. — К. 2. — С. 737—784.
10. Українське село в 1941—1945 рр.: економічне та соціальне становище: монографія / О. Г. Перехрест; НАН України, Ін-т історії України. — Черкаси: Вид-во ЧНУ імені Б. Хмельницького, 2011. — 668 с.

### Деякі статті
1. Евакуація ресурсів сільського господарства України на початку Великої вітчизняної війни / О. Г. Перехрест ; Ін-т історії України НАН України // Сторінки воєнної історії України: зб. наук. статей. — Вип. 6. — Київ, 2002. — С. 266—273.
2. Сільськогосподарський потенціал України в геостратегічних планах нацистської Німеччини / О. Г. Перехрест // Вісник Черкаського університету. Серія Історичні науки. — 2003. — Вип. 50. — С. 84–88.
3. Заготівельна діяльність ЦТТ «Ост» в українському селі періоду нацистської окупації (1941—1944 рр.) / О. Г. Перехрест // Вісник Черкаського університету. Серія Історичні науки. — 2004. — Вип. 64. — С. 124—131.
4. Аграрний аспект колонізаційної політики нацистських окупантів / О. Г. Перехрест // Соборність України: історична спадщина і виклики часу: зб. наук. статей. — Переяслав-Хмельницький, 2005. — Вип. 3. — С. 161—168.
5. Українське селянство і радянські партизани у роки Великої Вітчизняної війни 1941—1945 рр. / О. Г. Перехрест // Вісник Черкаського університету. Серія Історичні науки. — Черкаси, 2006. — Вип. 77. — С. 44–55.
6. Економічний і соціальний потенціал українського села напередодні німецько-радянської війни (1941—1945 рр.) / О. Г. Перехрест // Український селянин: зб. наук. праць. — Черкаси, 2006. — Вип. 10. — С. 348—352.
7. Податкова політика радянської держави в українському селі в роки німецько-радянської війни. / О. Г. Перехрест ; Ін-т України НАН України // Сторінки воєнної історії України: зб. наук. статей /. — Київ, 2007. — Вип. 11. — С. 281—291.
8. Відродження технічної бази сільського господарства України в 1943—1945 рр.: здобутки та не вирішені проблеми / О. Г. Перехрест // Наукові записи Тернопільського університету імені Володимира Гнатюка. Серія Історія. — Тернопіль: Вид-во ТНПУ ім. В. Гнатюка, 2009. — Вип. 2. — С. 176—182.
9. Сільське господарство України в 1943—1945 рр.: проблеми та результати відбудови / О. Г. Перехрест // Український історичний журнал. — 2010. — № 3. — С. 92–109.
10. Економічне і соціальне становище українського села в роки Великої Вітчизняної війни: перші кроки історіописання проблеми / О. Г. Перехрест // Вісник Черкаського національного університету. Серія: Історичні науки. — Вип. 202. — Ч. 1. — Черкаси, 2011. — С. 61–70.
11. Західноукраїнське селянство й український визвольний рух у період німецько-радянської війни та перші повоєнні місяці / О. Г. Перехрест // Гуржіївські історичні читання: зб. наук. праць. — Черкаси, 2012. — Вип. 5. — С. 255—260.
12. Економічне і соціальне становище українського села в 1941—1945 рр.: західна та зарубіжна українська історіографія проблеми / О. Г. Перехрест // Вісник Черкаського університету. Серія Історичні науки. — № 23 (236). — Черкаси, 2012. — С. 12–22.
13. Демографічні втрати України в роки Другої світової війни / О. Г. Перехрест, О. Є. Лисенко // Архіви України. — № 3. — 2015. — С. 8–34.